# Tandospiron
Tandospiron (Sediel, metanopiron) je anksiolitik i antidepresiv koji se koristi u Kini i Japanu. On je član azapironske i piperazinske hemijske klase, i blisko je srodan sa drugim agensima poput buspirona i gepirona.

## Farmakologija
Tandospiron deluje kao potentan i selektivan parcijalni agonist 5-HT1A receptora, sa  afinitetom od 27 ± 5 nM i približno 55-85% intrinsične aktivnosti. On ima slab i klinički zanemarljiv afinitet za  (1,300 ± 200),  (2,600 ± 60), α1-adrenergički (1,600 ± 80), α2-adrenergički (1,900 ± 400), D1 (41,000 ± 10,000), i D2 (1,700 ± 300) receptore, i esencijalno je neaktivan na 5-HT1B, 5-HT1D, β-adrenergičkom, i muskarinskim acetilholinskim receptorima, serotoniskom transportertu (SERT), i benzodiazepinskom (BDZ) alosternom mestu GABAA receptora (svi od kojih su > 100.000). Postoji evidencija da tandospiron ima nisku, mada značajnu antagonističku aktivnost na α2-adrenergičkom receptoru putem njegovog aktivnog metabolita 1-(2-pirimidinil)piperazin (1-PP).

## Hemija
Tandospiron se može sintetisati na sledeće način: